# رایان کابررا
رایان کابررا (انگلیسی: Ryan Cabrera؛ زادهٔ ۱۸ ژوئیهٔ ۱۹۸۲) یک موسیقی‌دان اهل ایالات متحده آمریکا است. وی از سال ۲۰۰۴ میلادی تاکنون مشغول فعالیت بوده‌است.